# Teste de McMurray
O teste de McMurray é um teste usado no exame físico para avaliar pacientes com suspeita de lesões no menisco do joelho.